# Xénoperdrix des Rubeho
Xenoperdix obscuratus · Xénoperdrix obscure
Espèce
La Xénoperdrix des Rubeho (Xenoperdix obscuratus) est une espèce d'oiseaux de la famille des Phasianidae.

## Répartition

Répartition du genre Xenoperdix en Tanzanie : en rouge, au nord, celle de la Xénoperdrix des Rubeho ; en bleu, au sud, celle de la Xénoperdrix des Udzungwa.

Cette espèce est endémique des monts Rubeho en Tanzanie.

### Taxonomie
L'ancienne sous-espèce X. u. obscuratus (Fjeldså & Kiure, 2003) a été séparée et est maintenant reconnue comme une espèce à part entière, la Xénoperdrix des Rubeho (Xenoperdix obscuratus). Elle diffère de la forme nominative par sa taille plus petite, l’absence de demi-collier blanc et noir à la base de la gorge, remplacé par une rangée de plumes noires, la face beaucoup plus sombre, des couvertures alaires avec des bordures distales gris clair qui leur donnent un aspect écailleux plutôt que barré. Bowie & Fjeldså (2005) ont proposé d’élever ce taxon au rang d’espèce en raison de différences génétiques et morphologiques entre obscuratus et udzungwensis, et de l’absence d’échange génétique entre les populations des montagnes Udzungwa et Rubeho ; ces deux populations présenteraient une divergence génétique de 0,5 % dans les séquences mitochondriales étudiées.